# 廣江山
69°21′S 39°47′E / 69.350°S 39.783°E
廣江山，是南極洲的山峰，位於毛德皇后地的哈拉爾王子海岸，處於布雷德沃格尼帕峰西北面0.9公里和廣江角東北面2.4公里，根據挪威探險隊拍攝的空中照片繪入地圖，現時由南極條約體系管理。

## 外部連結
- . . United States Geological Survey.   [2012-06-18].
- 本条目引用的公有领域材料来自美国地质调查局的文档《Hiroe, Mount》 （資料來自地名信息系统）。